# Folke Allard
Karl Erik Folke Allard, född den 19 juni 1909 i Örebro, död den 20 november 1966 i Hägersten, var en svensk socialdemokrat och fackföreningsman. Han var ansvarig för LO:s propagandaråd, styrelseledamot i Förenade ARE-bolagen 1954–1966 och styrelseledamot i Centralförbundet Folk och Försvar.
Folke Allard var son till metallarbetaren Hjalmar Allard och dennes hustru Nelly, född Ljungqvist. Han var äldre bror till Henry Allard, även han socialdemokratisk politiker.
Folke Allard är begravd på Skogskyrkogården i Stockholm.